# Episodi de I Medici (seconda stagione)
La seconda stagione della serie televisiva I Medici, intitolata I Medici - Lorenzo il Magnifico (Medici: The Magnificent) e composta da otto episodi, è stata trasmessa in prima visione mondiale in Italia dal 23 ottobre al 13 novembre 2018 su Rai 1. I primi due episodi sono stati pubblicati in anteprima il 18 ottobre 2018 su Rai Play.
In lingua originale, la stagione è stata distribuita negli Stati Uniti, nel Regno Unito, in Irlanda, in Canada, a Taiwan e in India il 25 gennaio 2019 su Netflix.
| nº | Titolo originale            | Titolo italiano        | Prima TV Italia  |
| -- | --------------------------- | ---------------------- | ---------------- |
| 1  | Old Scores                  | Vecchi rancori         | 23 ottobre 2018  |
| 2  | Standing Alone              | Un uomo solo           | 23 ottobre 2018  |
| 3  | Obstacles and Opportunities | Ostacoli e opportunità | 30 ottobre 2018  |
| 4  | Blood with Blood            | Il sangue versato      | 30 ottobre 2018  |
| 5  | Ties That Bind              | Legami                 | 6 novembre 2018  |
| 6  | Alliance                    | Alleanza               | 6 novembre 2018  |
| 7  | Betrayal                    | Tradimento             | 13 novembre 2018 |
| 8  | Mass                        | Consacrazione          | 13 novembre 2018 |

## Vecchi rancori
- Titolo originale: Old Scores
- Diretto da: Jon Cassar
- Scritto da: Frank Spotnitz

### Trama
10 maggio 1469. Vent'anni dopo i fatti conclusivi della prima stagione. Sulla via per Firenze, Lorenzo ed il fratello Giuliano, nipoti di Cosimo, sono in viaggio insieme con l'ormai anziano padre Piero, quando vengono improvvisamente assaliti da alcuni banditi pagati per ucciderli, ma riescono fortunosamente a salvarsi e, una volta tornati in città, si confrontano col nobile Jacopo de' Pazzi, figlio di Andrea de' Pazzi, il quale, discutendo di politica ed alleanze, incolpa i veneziani di essere scontenti per la loro alleanza con il Ducato di Milano. A Lorenzo torna in mente, immaginando di quando era bambino, una scena in cui sua nonna Contessina de' Bardi lo indicava come futura guida della famiglia. Intanto Bianca, figlia maggiore di Piero, ha una relazione segreta con un nipote di Jacopo, Guglielmo de' Pazzi, il figlio di Antonio de' Pazzi (fratello di Jacopo ed anch'esso figlio di Andrea); Jacopo è zio anche di Francesco de' Pazzi (fratello di Guglielmo). Francesco torna da Roma dopo aver risolto alcune questioni e dà notizia del fatto che il Papa è gravemente malato.
Il duca Galeazzo Maria Sforza va in visita da Piero e gli spiega che, visto che non riesce a saldare in denaro fisico il debito contratto da suo padre con la banca medicea, lo aiuterà con i suoi uomini, fornendogli un supporto militare per prendere la stessa Firenze. Frattanto, nella stanza dell'osteria dove alloggiavano i banditi ricercati, Giuliano e Sandro Botticelli trovano il sigillo dei Pazzi. A casa Pazzi, durante un diverbio, Giuliano ferisce di striscio Jacopo con un colpo di spada e Francesco, immediatamente, lo fa arrestare e portare in prigione dalle sue guardie. Bianca e Guglielmo, a questo punto, vogliono allentare la tensione tra le famiglie ed agiscono per stemperare i toni. Intanto i mercanti inveiscono contro Lorenzo, perché suo padre sta revocando i prestiti, viste le difficoltà finanziarie della banca. Lorenzo, successivamente, si conforta tra le braccia dell'amata Lucrezia Donati. Davanti ai Priori, Jacopo riesce a difendersi dall'accusa di aver commissionato l'agguato ai Medici, provando che il sigillo trovato era riciclato e, così, Lorenzo è costretto a chiedere scusa per salvare il fratello Giuliano da un'eventuale condanna.
Intanto, i Pazzi propongono ai mercanti fiorentini scontenti di accollarsi il loro debito ad un interesse minore di quello praticato dalla banca medicea, danneggiando ulteriormente i Medici, e, poco dopo, si vede Giuliano che viene pestato dagli scagnozzi di Francesco in un vicolo di Firenze. Lorenzo, senza dire nulla al padre Piero, fa convocare i Priori ed i Pazzi a palazzo, chiedendo loro aiuto per salvare Firenze, mettendo temporaneamente da parte le rivalità che c'erano tra di loro: egli prenderà il comando della banca ed il seggio nella Signoria al posto del padre, revocherà le richieste di restituzione immediata dei prestiti ai mercanti e rimanderà indietro l'armata del duca Sforza a casa propria; votano tutti a favore di questa proposta e Lorenzo accetta l'offerta di messer Soderini di un'alleanza tra le loro famiglie, suggellandola con il matrimonio d'interesse di suo figlio Bastiano Soderini con Bianca de' Medici (13 maggio).
- Guest star: Sebastian de Souza (Sandro Botticelli), Charlie Vickers (Guglielmo de' Pazzi), Jacopo Olmo Antinori (Bastiano Soderini), Beniamino Brogi (Nori), Pietro Ragusa (Nicolò Ardinghelli), David Brandon (Petrucci), Jack Bannon (Angelo Poliziano), Tam Mutu (Galeazzo Maria Sforza), Sam Taylor Buck (Lorenzo da giovane), Alan Cappelli Goetz (Roberto Cavalcanti), Michele Balducci (Guido Cavalcanti), Miriam Dalmazio (Bona di Savoia).
- Ascolti Italia: telespettatori 4 533 000 – share 17.28%[2]

## Un uomo solo
- Titolo originale: Standing Alone
- Diretto da: Jon Cassar
- Scritto da: Alex von Tunzelman

### Trama
All'inizio si vede Lorenzo, da bambino, che ascolta gli insegnamenti di vita di Contessina e di Marco Bello, con quest'ultimo che lo prepara anche a giostrare nel torneo della "singolar tenzone" a cavallo.
Giuliano contesta la scelta di Lorenzo di estromettere dalla direzione della banca il padre Piero, mettendolo a riposo perché ormai prostrato dalla malattia; lo stesso Piero si sente profondamente tradito da questa decisione e discute animatamente di ciò ed anche della situazione finanziaria della banca con Lorenzo e sua madre.
Successivamente, Lorenzo va a Roma con la madre Lucrezia per trattare una dilazione del debito che la banca dei Medici aveva nei confronti del Papa. I Pazzi, frattanto, vogliono impadronirsi della gestione dei conti di sua Santità e decidono di ostacolare i Medici, chiedendo aiuto a loro cugino, l'ecclesiastico Salviati, un altro nipote di Jacopo, che lavora per la Curia.
Roma, 21 maggio. Lorenzo, accompagnato da suo zio Carlo (figlio illegittimo di Cosimo e della schiava circassa Maddalena, proveniente da Venezia), incontra Papa Paolo II, Salviati ed i cardinali Orsini e Della Rovere, ma sua Santità nega la dilazione del debito, ammonendolo che, se non ripagherà immediatamente madre Chiesa, perderà la gestione dei conti del Papato. Bianca rimane basita quando Bastiano Soderini le parla del loro fidanzamento, deciso da Lorenzo all'insaputa della sorella. Giuliano accompagna l'amico Sandro Botticelli a riscuotere del denaro per un dipinto commissionato da messer Vespucci ed entrambi rimangono affascinati dalla bellezza di sua moglie Simonetta, che il pittore ritrarrà in Venere e Marte. Intanto, Lorenzo viene invitato dal cardinale Della Rovere ad una festa, dove ha modo di conoscere Clarice Orsini, nipote del cardinale e di famiglia nobiliare romana. La madre Lucrezia dice che deve sposarla per accrescere il prestigio dei Medici e che ha già discusso della questione con il cardinale Della Rovere, ma Padre Carlo li avvisa che la ragazza è intenzionata a prendere i voti religiosi; Lorenzo prova a convincere la giovane, ma sul momento non ci riesce. I Pazzi, poi, vengono a sapere da Salviati che il Papa ha rifiutato di aiutare Lorenzo.
Firenze, 24 maggio. Lorenzo prova a parlare con Bianca, la quale, però, non ne vuole sentire di sposare Bastiano. Lucrezia, che è rimasta a Roma ad esercitare la diplomazia, ottiene il sì del cardinale Orsini alle nozze tra Lorenzo e Clarice ed anche l'appoggio alla banca medicea in cambio della nomina di Rinaldo, fratello della ragazza, ad arcivescovo di Firenze e, così, Padre Carlo prova a convincere Clarice ad accettare le nozze. Lucrezia, in seguito, caccia via Lorenzo quando le dice di voler sposare la Orsini per convenienza.
25 maggio. La giostra della "singolar tenzone" a cavallo tra Giuliano e Guglielmo finisce in pareggio, perché il Medici decide di risparmiarlo, sapendo della relazione con sua sorella, mentre Lorenzo riesce invece a battere Francesco, nonostante le scorrettezze dei Pazzi, vincendo infine l'elmo d’argento. Orsini, da ultimo, persuade il Papa malato a concedere una dilazione debitoria ai Medici e Carlo fa le veci di Lorenzo al matrimonio per procura con Clarice, ma il Medici non fa in tempo a comunicare la buona notizia al padre, che è già morto nel suo letto.
- Guest star: Sebastian de Souza (Sandro Botticelli), Jacob Fortune-Lloyd (Francesco Salviati), Charlie Vickers (Guglielmo de' Pazzi), Callum Blake (Padre Carlo de' Medici), Pietro Ragusa (Nicolò Ardinghelli), David Brandon (Petrucci), Miriam Dalmazio (Bona di Savoia), Alessio Vassallo (Marco Vespucci), Tam Mutu (Galeazzo Maria Sforza), Jacopo Olmo Antinori (Bastiano Soderini), Beniamino Brogi (Nori), Jack Bannon (Angelo Poliziano), Manuel Cauchi (Papa Paolo II), Bruce McGuire (cardinale Latino Orsini), Sam Taylor Buck (Lorenzo da giovane), Alan Cappelli Goetz (Roberto Cavalcanti), Michele Balducci (Guido Cavalcanti).
- Ascolti Italia: telespettatori 3 823 000 – share 17.98%[2]

## Ostacoli e opportunità
- Titolo originale: Obstacles and Opportunities
- Diretto da: Jon Cassar
- Scritto da: Mark Denton, Johnny Stockwood e James Dormer

### Trama
Nel particolare momento storico, Papa Paolo II muore per un attacco di cuore e viene sostituito dal cardinale della Rovere, ma Lorenzo riferisce a Lucrezia di essere preoccupato, perché il nuovo Papa Sisto IV ha mutato atteggiamento nei suoi confronti. A Milano, Lorenzo proroga il debito del duca Galeazzo Sforza, chiedendo in cambio la deviazione verso Firenze delle merci dirette a Bologna, così da poter realizzare maggiori profitti. Botticelli propone a Simonetta Vespucci di raffigurarla nel suo nuovo dipinto e chiede il permesso al marito. Il nuovo Papa chiede a Salviati di comunicare allo zio Jacopo che non intende mettersi contro i Medici senza un valido motivo. Clarice arriva finalmente a Firenze per andare a vivere al palazzo dei Medici. Lorenzo viene poi avvertito da Soderini che l'arcivescovo di Pisa è morto ed egli individua come possibile sostituto il suo vecchio precettore Gentile de' Becchi, ma il Salviati, al contempo, si propone egli stesso al Papa come possibile successore all'arcivescovado a Pisa. Da Volterra, intanto, arriva in visita Stefano Maffei con il figlio Antonio, mentre Lucrezia incontra Clarice e ne riceve una buona impressione. 

6 giugno. Lorenzo e la moglie rendono piacevole la loro prima notte di nozze, consumando il matrimonio, anche se poi lui continuerà a vedere anche la sua amante Lucrezia, moglie del ricco mercante Nicolò Ardinghelli, che è spesso in Oriente per affari. Bianca dice a Lorenzo che ama Guglielmo de' Pazzi e propone di allearsi con la sua famiglia, ma lui non vuol sentire ragioni; il giorno seguente i due ragazzi fuggono via, ma Lorenzo riesce a riportarli a casa di fronte alla minaccia di Francesco di rendere pubblico lo scandalo, se egli non avesse annullato l'accordo con il duca di Milano. Anche Giuliano corteggia Simonetta Vespucci e riesce a baciarla. Il Papa, a sorpresa, nomina Salviati arcivescovo di Pisa e Lorenzo gli fa aprire le porte della città solo dopo aver ottenuto il sì da Jacopo al matrimonio tra Guglielmo e Bianca, mentre messer Soderini otterrà dei benefici dagli accordi commerciali con Milano. Durante la votazione tenuta presso la Signoria, Francesco de' Pazzi sceglie a sorpresa di votare a favore del trattato stipulato tra Lorenzo ed il duca di Milano.
- Guest star: Sebastian de Souza (Sandro Botticelli), Jacob Fortune-Lloyd (Francesco Salviati), Charlie Vickers (Guglielmo de' Pazzi), Callum Blake (Carlo de' Medici), Tam Mutu (Galeazzo Maria Sforza), Pietro Ragusa (Nicolò Ardinghelli), David Brandon (Petrucci), Miriam Dalmazio (Bona di Savoia), Alessio Vassallo (Marco Vespucci), Stefano Benassi (Stefano Maffei), Jacopo Olmo Antinori (Bastiano Soderini), Beniamino Brogi (Nori), Jack Bannon (Angelo Poliziano), Manuel Cauchi (Papa Paolo II), Michele Balducci (Guido Cavalcanti), Alan Cappelli Goetz (Roberto Cavalcanti), Brando Pacitto (Antonio Maffei), Osvaldo Alzari (Gentile de' Becchi), Marius Bizau (Girolamo Riario), Bruce McGuire (cardinale Latino Orsini), Simona Caparrini (ostetrica Maria).
- Ascolti Italia: telespettatori 4 500 000 – share 18.11%[3]

## Il sangue versato
- Titolo originale: Blood with Blood
- Diretto da: Jon Cassar
- Scritto da: Francesco Arlanch

### Trama
Jacopo de' Pazzi, anni prima, aveva separato con la forza i suoi nipotini dai Medici davanti a Contessina e Marco Bello, quando Guglielmo e Bianca erano già promessi sposi.
Lorenzo, nel frattempo, si reca a Volterra insieme con messer Maffei per parlare con i Priori di quella città: la sua banca si occuperà della vendita del loro allume e terrà sotto protezione la città. Lorenzo, successivamente, propone ad Andrea Foscari, un commerciante nonché nobile veneziano, di far sposare la figlia Novella con suo fratello Giuliano – che però rifiuterà, perché già innamorato – al fine di entrare in buoni rapporti anche con il Doge di Venezia. 

14 giugno. Durante il matrimonio di Guglielmo e Bianca, Lorenzo propone poi a Francesco di collaborare nell'affare dell'allume, ma Jacopo si infuria per questo. Clarice è gelosissima, ma Lorenzo non riesce a lasciare Lucrezia Donati perché la ama. Botticelli, intanto, ritrae Simonetta e Giuliano nel dipinto Venere e Marte. Qualcuno a Volterra, con la regia dei Pazzi, ha trattato anche con Venezia per commerciare l'allume e, quindi, i Medici decidono a favore di un intervento diretto; Lorenzo riesce a farsi dare da Francesco il nome del mercante traditore Baldelli, il quale viene però trovato morto dai due. A Volterra, Maffei viene ucciso a coltellate davanti agli occhi del figlio e Jacopo, il 16 giugno, ottiene la dichiarazione di guerra dal consiglio: la città di Volterra viene così messa a ferro e fuoco dai soldati guidati da Federico da Montefeltro con al suo fianco Luca Soderini e Giuliano, il quale ultimo, al ritorno a Firenze, si bacia ancora con Simonetta. Intanto, Clarice rema contro il marito, proponendo a Foscari di far sposare Novella con Francesco de' Pazzi. Lorenzo, rendendosi conto di aver sbagliato, confida a Clarice che è un privilegio averla come moglie.
- Guest star: Sebastian de Souza (Sandro Botticelli), Jacob Fortune-Lloyd (Francesco Salviati), Pietro Ragusa (Nicolò Ardinghelli), Charlie Vickers (Guglielmo de' Pazzi), David Brandon (Petrucci), Brando Pacitto (Antonio Maffei), Miriam Dalmazio (Bona di Savoia), Jack Bannon (Angelo Poliziano), Beniamino Brogi (Nori), Francesca Del Fa (Novella Foscari), Maurizio Lombardi (Andrea Foscari), Andrei Claude (Federico da Montefeltro), Sam Taylor Buck (Lorenzo da giovane), Alan Cappelli Goetz (Roberto Cavalcanti), Michele Balducci (Guido Cavalcanti), Stefano Benassi (Stefano Maffei), Simona Caparrini (ostetrica Maria).
- Ascolti Italia: telespettatori 4 050 000 – share 19.89%[3]

## Legami
- Titolo originale: Ties That Bind
- Diretto da: Jan Maria Michelini
- Scritto da: Lulu Raczka e James Dormer

### Trama
17 maggio 1470, un anno dopo. Lorenzo è diventato padre di un bambino che hanno deciso di chiamare Piero, di cui Francesco, appena sposatosi con Novella Foscari, è divenuto padrino. Bianca, frattanto, aspetta un figlio da Guglielmo, mentre Giuliano ha una relazione segreta con Simonetta. Lorenzo vuole allargare la sua area di influenza comprando la città di Imola da Galeazzo Sforza, ma per conto del Papa interviene il Salviati, il quale minaccia il duca di scomunica ed isolamento se non cederà la città allo Stato Pontificio, tenuto conto anche del matrimonio di sua figlia Caterina Sforza con Girolamo Riario, nipote del Papa. 

21 maggio. Lorenzo, successivamente, visto come sentimento di gelosia il rifiuto del fratello, chiede a Francesco di governare Imola, ma suo zio Jacopo cerca di aprirgli gli occhi riguardo alle persone di Lorenzo e Novella. Il Papa, poco dopo, si vede rifiutare il prestito dalla banca dei Medici per comprare Imola come dono nuziale per suo nipote. Vespucci viene poi a scoprire che Botticelli vuole raffigurare ancora sua moglie in altri dipinti e, per gelosia, glielo vieta; il pittore Sandro e Giuliano finiscono per mettersi le mani addosso per la donna. 

23 maggio. Francesco, di seguito, accusa Lorenzo di averlo ingannato, caccia di casa sua moglie perché avrebbe fatto la spia e torna dallo zio. Salviati, poi, convince il Papa a ritirare il conto papale dalla banca dei Medici e ad affidarne la gestione a quella dei Pazzi, ma sono esclusi i lucrosi profitti derivanti dal commercio dell'allume, che sono stati mantenuti dai Medici. Nel frattempo, Bianca partorisce la piccola Giovanna.
- Guest star: Sebastian de Souza (Sandro Botticelli), Jacob Fortune-Lloyd (Francesco Salviati), Charlie Vickers (Guglielmo de' Pazzi), Jack Bannon (Angelo Poliziano), Alessio Vassallo (Marco Vespucci), Tam Mutu (Galeazzo Maria Sforza), Miriam Dalmazio (Bona di Savoia), Beniamino Brogi (Nori), Francesca Del Fa (Novella Foscari), Alan Cappelli Goetz (Roberto Cavalcanti), Michele Balducci (Guido Cavalcanti), Marius Bizau (Girolamo Riario), Nicole Brugnoli (Caterina Sforza), Simona Caparrini (ostetrica Maria).
- Ascolti Italia: telespettatori 4 032 000 – share 15.47%[4]

## Alleanza
- Titolo originale: Alliance
- Diretto da: Jan Maria Michelini
- Scritto da: Francesco Arlanch

### Trama
12 giugno. Andrea Foscari è furioso per il trattamento riservato a sua figlia e Lorenzo cerca di fare un'alleanza con lui e Sforza. I Pazzi, intanto, stanno creando disordini a Città di Castello, per sollevare il popolo contro il gonfaloniere fedele ai Medici, Niccolò Vitelli; Giuliano, frattanto, difende questa città da un assalto, consiglia al suddetto gonfaloniere di abbassare le tasse e la famiglia dei Medici dona soldi per aiutare i poveri. 

14 giugno. Jacopo de' Pazzi decide di candidarsi a gonfaloniere della sua città contro Petrucci, che è ritenuto troppo vicino ai Medici, e, con un ricatto, vuole convincere Luca Soderini a votare per lui. Simonetta, intanto, dice all'insistente Giuliano che non c'è mai stato niente tra di loro. Lorenzo va a Roma, per incontrare da solo il Papa, fingendo di volersi confessare come un anonimo peccatore: Sisto IV, sorpreso dalla visita, dice di volere Città di Castello e di non aver insistito per revocare il contratto sull'allume, cacciando via il Medici alla fine del colloquio. Clarice trova delle poesie scritte da Lorenzo per Lucrezia e le consegna alla ragazza, chiedendo di aiutare suo marito. Botticelli termina Venere e Marte e consegna il dipinto ai Vespucci. Francesco de' Pazzi, per avere il voto di Vespucci presso la Signoria, gli rivela il tradimento della moglie con Giuliano e, così, il mercante, molto adirato, decide di rinchiudere la donna negli umidi e freddi sotterranei del loro palazzo. Luca Soderini ha poi un ripensamento sul voto e viene accoltellato a morte perché non vuole votare per Jacopo, ma viene diffusa la falsa notizia che il mandante dell'assassinio è Lorenzo. 

17 giugno. A Milano, Giuliano si accorda con il Duca, e così anche con Venezia, per garantire la sicurezza di Firenze, mentre Lorenzo dissuade l'armata Papale di Giuliano Della Rovere, nipote del Papa, dall'attaccare Città di Castello, in cambio del pagamento di un riscatto da parte del borgo usando i soldi della propria banca. Giuliano, subito dopo, fa irruzione a casa di Vespucci e, minacciando il mercante, si fa condurre nei sotterranei del palazzo di Vespucci, dove trova una Simonetta che, stremata da una grave malattia, muore tra le sue braccia. Lucrezia riesce a convincere il marito Ardinghelli a votare a favore di Petrucci come gonfaloniere di Firenze e lo comunica a Lorenzo, che chiede a Bastiano Soderini di prendere il posto del proprio padre nel consiglio, ottenendo così la rielezione di Petrucci. Il duca Galeazzo Sforza viene poi accoltellato a tradimento da Lampugnani ed altri due nobili, morendo davanti agli occhi della moglie Bona di Savoia e del figlio all'interno della basilica di Santo Stefano Maggiore.
- Guest star: Sebastian de Souza (Sandro Botticelli), Jacob Fortune-Lloyd (Francesco Salviati), Charlie Vickers (Guglielmo de' Pazzi), Jack Bannon (Angelo Poliziano), Alessio Vassallo (Marco Vespucci), Maurizio Lombardi (Andrea Foscari), Jacopo Olmo Antinori (Bastiano Soderini), Callum Blake (Carlo de' Medici), Miriam Dalmazio (Bona di Savoia), Pietro Ragusa (Nicolò Ardinghelli), David Brandon (Petrucci), Tam Mutu (Galeazzo Maria Sforza), Paudge Behan (cardinale Della Rovere), Robin Mugnaini (Bernardo Bandini), Matt Patresi (Niccolò Vitelli), Kyle Portman (Lampugnani).
- Ascolti Italia: telespettatori 3 796 000 – share 17.54%[4]

## Tradimento
- Titolo originale: Betrayal
- Diretto da: Jan Maria Michelini
- Scritto da: John Fay

### Trama
Lorenzo e Francesco, da bambini, litigano e vengono alle mani; Jacopo de' Pazzi rimprovera il Medici davanti agli occhi di Contessina de' Medici, la quale inizia a perdere sangue dal naso e sviene improvvisamente. Lorenzo pensa che i Pazzi stiano tramando qualcosa contro la sua famiglia, poiché Francesco si è recato a Roma in gran segreto.
Presso la curia, una spia ascolta di nascosto la discussione riservata tra Francesco, Salviati ed il conte di Montesecco, condottiero che aveva partecipato all'assedio di Città di Castello, mentre stanno tramando per uccidere Lorenzo e Giuliano. Tuttavia, una volta scoperta, la spia che è stata testimone del complotto fugge via di corsa, venendo inseguita e poi uccisa da Montesecco nella biblioteca ecclesiastica, proprio davanti agli occhi di Carlo de' Medici, il quale viene arrestato ed imprigionato. Lorenzo, per il giorno di Pasqua, viene convocato per un colloquio dal Papa ed aspetta notizie da Carlo; Giuliano, frattanto ubriacatosi, litiga nuovamente con Sandro per Simonetta. Rifiutato il presunto invito Papale con una scusa, è Clarice a recarsi a Roma, appoggiata dallo zio cardinale, Latino Orsini, chiedendo poi di incontrare Carlo, delegato dai Medici a rappresentarli nelle trattative di pace con il Papa. 

Firenze, 31 marzo 1478. In città sono ospiti Bona di Savoia, attuale reggente del Ducato di Milano, ed il figlio del precedente Duca, Gian Galeazzo Maria Sforza, che ha solo 7 anni e deve succedere al padre ucciso qualche tempo prima. Salviati e Montesecco convincono il Papa a finanziare una spedizione guidata da Riario contro i Medici, ancora forti del trattato stipulato tra Venezia e Milano. Clarice riesce ad incontrare lo zio di Lorenzo, il quale, minacciato da Montesecco – che lo sta sorvegliando da vicino, travestito da monaco – deve rimanere sul vago e la rassicura dicendole che lui verrà a Firenze in missione diplomatica insieme con il cardinale Raffaele Riario, nipote del Papa. Jacopo Pazzi, intanto, spiega il piano per rovesciare i Medici a messer Vespucci, Antonio Maffei da Volterra, Bernardo Bandini e Girolamo Riario: Sisto IV ha autorizzato la banca dei Pazzi a sovvenzionare un'armata che partirà da Imola sotto il comando del conte Riario, mentre Montesecco guiderà un'avanguardia di 50 uomini, i quali si camufferanno da scorta di Raffaele Riario e, durante il pranzo di benvenuto al cardinale, uccideranno entrambi i due fratelli Medici – Lorenzo e Giuliano – cosicché lo stesso Jacopo, occupando il palazzo del governo, possa essere proclamato nuova guida di Firenze. Quando Clarice ritorna a Firenze parla a Lorenzo delle sue preoccupazioni riguardanti Padre Carlo e lo ringrazia per l'essersi fidato nel mandarla a Roma, successivamente i due fanno l'amore. Nella città di Firenze, il cardinale Riario, del tutto all'oscuro di questo complotto, arriva con Salviati e non con Carlo, facendo così insospettire Lorenzo e Clarice. 

23 aprile. Lorenzo invita al banchetto Sandro Botticelli che è scontento per la poca attenzione che il mecenate avrebbe nei suoi confronti, mentre parrebbe avere più interesse per il giovane Leonardo, anch'esso allievo del Verrocchio, al quale vorrebbe offrire un incarico presso la curia. Giuliano, intanto, si sta perdendo nell'alcol e nella depressione a causa della morte dell'amata Simonetta, mentre messer Vespucci, per vendicarsi del tradimento della moglie, riferisce a Jacopo che vuole la morte del Medici. Durante il banchetto, Montesecco sta quasi per pugnalare Lorenzo, mentre questi sta presentando Botticelli al cardinale, ma si ferma quando capisce che non può uccidere contemporaneamente anche Giuliano, perché assente in quel momento. Jacopo decide così di rimandare tutto alla messa della domenica nella Cattedrale di Santa Maria del Fiore, ma Montesecco si rifiuta categoricamente di compiere un atto tanto efferato in un luogo consacrato ed in cui si sta celebrando una funzione religiosa. Giuliano riferisce a Lorenzo che, per strada, ha sentito dire che l'armata del Papa, proveniente da Imola, sta marciando rapidamente su Firenze. Guglielmo de' Pazzi riceve una lettera da Francesco e, prima di gettarla nel fuoco, dice a Bianca che si tratta di faccende riguardanti la banca. Un momento prima di entrare in chiesa, Lorenzo, allertato ancora da Giuliano, incarica Bastiano Soderini di un compito, mentre Francesco, poco dopo, abbraccia i fratelli Medici e, constatando che non hanno indossato un'armatura sotto le loro vesti, lo riferisce sottovoce ai suoi complici.
- Guest star: Jacob Fortune-Lloyd (Francesco Salviati), Sebastian de Souza (Sandro Botticelli), Charlie Vickers (Guglielmo de' Pazzi), Alessio Vassallo (Marco Vespucci), Sam Mackay (Giovan Battista da Montesecco), Jacopo Olmo Antinori (Bastiano Soderini), Callum Blake (Carlo de' Medici), Pietro Ragusa (Nicolò Ardinghelli), David Brandon (Petrucci), Brando Pacitto (Antonio Maffei), Maurizio Lombardi (Andrea Foscari), Miriam Dalmazio (Bona di Savoia), Beniamino Brogi (Nori), Jack Bannon (Angelo Poliziano), Sam Taylor Buck (Lorenzo da giovane), Francesco di Raimondo (cardinale Raffaele Riario), Marius Bizău (Girolamo Riario), Max Cruciani (Gian Galeazzo Maria Sforza), Bruce McGuire (cardinale Latino Orsini), Robin Mugnaini (Bernardo Bandini).
- Ascolti Italia: telespettatori 4 294 000 – share 16.73%[5]

## Consacrazione
- Titolo originale: Mass
- Diretto da: Jan Maria Michelini
- Scritto da: John Fay

### Trama
Domenica 26 aprile, il giorno della Congiura dei Pazzi.
Francesco, Vespucci, Maffei e Bandini, durante la messa nel Duomo di Firenze, si mettono in posizione dietro ai fratelli Medici, mentre Lucrezia, Clarice, Jacopo ed i coniugi Cavalcanti si mettono dall'altro lato dei banchi a sedere; Guglielmo de' Pazzi, invece, intuito il pericolo, rimane con Bianca nella navata. Intanto, Salviati esce dal Duomo e raggiunge Montesecco per incontrare il gonfaloniere Cesare Petrucci presso il Palazzo dei Priori. 

Nel solenne momento dell'elevazione dell'ostia al cielo da parte del cardinale Raffaele Riario, che sta tenendo messa, Giuliano viene aggredito da dietro a tradimento e, poi, trafitto innumerevoli volte al petto da Francesco e da Vespucci, mentre Lorenzo viene solo ferito di striscio al collo, nonostante Maffei e Bandini volessero tagliargli la gola, e, immediatamente dopo, riuscendo a liberarsi dai due e combattendo furiosamente per qualche minuto contro i congiurati per difendere sé stesso ed i suoi, si rifugia di corsa nella sagrestia, rinchiudendosi all'interno insieme a Clarice, Lucrezia e Francesco Nori, il quale, ferito gravemente da Vespucci, muore dissanguato poco dopo. Jacopo urla a Maffei di assicurarsi che Lorenzo sia morto dissanguato, ma i congiurati non riescono a sfondare la pesante porta di legno massiccio della sagrestia e decidono di raggiungere Piazza della Signoria. Un bambino del coro, rimasto a vedere l'agguato in chiesa, dopo che i congiurati sono tutti usciti, dice alle persone rinchiuse in sagrestia che non c'è più pericolo e possono uscire: Lorenzo esce così dalla sagrestia e, steso per terra, trova Giuliano in fin di vita, il quale, all'arrivo di Sandro, gli chiede scusa un attimo prima di morire. Nel frattempo, Salviati e Montesecco spodestano Petrucci dalla sua posizione nella Signoria di Firenze e Jacopo annuncia al popolo accorso in piazza di aver liberato Firenze dai Medici.
I fratelli Cavalcanti però, allertati da Bastiano Soderini, chiudono le porte del Palazzo dei Priori, isolando Salviati e Montesecco all'interno, mentre in piazza spunta Lorenzo, ferito e devastato dal dolore, insieme con Botticelli: il popolo, riconoscendo tutto ciò che Lorenzo e la sua famiglia hanno fatto per loro, si schiera immediatamente dalla sua parte. Bastiano dà l'allarme suonando le campane, allo scopo di far chiudere le porte della città ed i traditori vengono presi a sassate dai fiorentini presenti in piazza della Signoria. Bianca de' Medici se la prende con Guglielmo per non aver cercato di impedire la congiura e lui si difende, dicendo che la lettera che aveva ricevuto dal fratello era un invito alla villa di famiglia e che lui aveva intuito così il pericolo. Lorenzo, in modo rabbioso e desideroso di vendetta per i torti subiti mentre cercava di fare solo del bene per la città, chiede che venga sterminata tutta la famiglia dei Pazzi, che vengano sterminati e cancellati completamente dalla storia (condannandoli alla Damnatio memoriae) e che i loro beni vengano interamente confiscati e regalati al popolo. I Cavalcanti ed altri uomini, arrestando Salviati e Montesecco, liberano il Palazzo e consentono così a Lorenzo di prenderne il comando, chiedendo al contempo a Petrucci di reclamare l'appoggio militare di Venezia e Milano, come previsto dal trattato precedentemente stipulato con Firenze.
Francesco, fermato dai fiorentini mentre tentava la fuga, e Jacopo, arrestato da Lorenzo mentre anch'egli fuggiva nei pressi della porta Nord di Firenze, vengono impiccati e poi lasciati appesi insieme a Salviati alla facciata del Palazzo dei Priori, mentre a Montesecco viene concesso di poter onorevolmente morire da soldato, passato a fil di spada. I fiorentini, impazziti di rabbia, fanno razzia dei beni dei congiurati e Botticelli si dispera perché vede andare a fuoco anche il suo dipinto Venere e Marte. Lorenzo se la prende anche con Guglielmo de' Pazzi, ma Bianca lo difende, dicendo che lui non sapeva nulla della congiura. Sandro e Clarice chiedono a Lorenzo di far tornare la pace in città. Lorenzo chiederà a Botticelli di dipingere gli impiccati della Congiura dei Pazzi sulle pareti del Bargello, a mo' di monito per le generazioni future. Intanto Girolamo Riario, le cui truppe erano arrivate in ritardo al di fuori delle mura di Firenze, riferisce allo zio Sisto IV che la congiura è fallita e che il suo parente Raffaele è ostaggio dei Medici: il Papa ordina di chiamare subito un messaggero da inviare a Firenze. Lorenzo decide di risparmiare Guglielmo, esiliandolo e Bianca sceglie di seguirlo. Intanto, Botticelli mostra a Lorenzo che sta iniziando a dipingere la Primavera.
- Guest star: Jacob Fortune-Lloyd (Francesco Salviati), Sebastian de Souza (Sandro Botticelli), Charlie Vickers (Guglielmo de' Pazzi), Alessio Vassallo (Marco Vespucci), Sam Mackay (Giovan Battista da Montesecco), Jacopo Olmo Antinori (Bastiano Soderini), Jack Bannon (Angelo Poliziano), Pietro Ragusa (Nicolò Ardinghelli), David Brandon (Petrucci), Beniamino Brogi (Nori), Francesco di Raimondo (Cardinale Raffaele Riario), Alan Cappelli Goetz (Roberto Cavalcanti), Michele Balducci (Guido Cavalcanti), Miriam Dalmazio (Bona di Savoia), Brando Pacitto (Antonio Maffei), Sam Taylor Buck (Lorenzo da giovane), Marius Bizau (Girolamo Riario), Vincenzo Tanassi (scalpellino).
- Ascolti Italia: telespettatori 4 210 000 – share 19.67%[5]